# NGC 6411
NGC 6411 este o galaxie situată în constelația Dragonul. A fost descoperită în 27 octombrie 1861 de către Heinrich Louis d'Arrest. Se află la o distanță de 52 de megaparseci de Pământ.